# 천웨이링 (역도 선수)
천웨이링(중국어 정체자: 陳葦綾, 간체자: 陈苇绫, 병음: Chén Wěilíng, 한자음: 진위릉, 1982년 1월 4일~)은 중화민국의 전직 역도 선수이다. 2008년 하계 올림픽 여자 플라이급에서 동메달을 획득했으나  상위 메달리스트들의 도핑이 적발되면서 금메달리스트가 되었다.